# Trinamoolkongressen

Trinamoolkongressen (engelska: Trinamool Congress, hindi: तृणमूल कांग्रेस), formellt All India Trinamool Congress (AITC), tidigare West Bengal Trinamool Congress (WBTC), är ett politiskt parti med bas i den indiska delstaten Västbengalen. Partiet leds av den kvinnliga politikern Mamata Banerjee och är en utbrytning ur Kongresspartiet.
Partiets ledare Mamata Banerjee var en framträdande ledare för Youth Congress (Kongresspartiets ungdomsförbund) i Västbengalen. 1997 bröt hon med Kongresspartiet, och bildade West Bengal Trinamool (=gräsrot) Congress. WBTC bytte sedan namn till All India Trinamool Congress. AITC kom snabbt att utvecklas till det ledande oppositionspartiet mot Left Front-regeringen i Västbengalen. Inför delstatsvalet 2001 framstod AITC som utmanare till regeringsmakten. Men 2003 hade det sargade Kongresspartiet återtagit initiativet, och i panchayatvalen i Västbengalen 2003 kom Kongresspartiet att återta rollen som det största oppositionspartiet i delstaten. Efter det kom AITC att drabbas av en rad avhopp, och flera AITC-ledare återvände till Kongresspartiet. Utanför Västbengalen hade AITC mycket begränsade framgångar, men partiet lyckades vinna erkännande i Tripura.
I valet till Lok Sabha 1999 fick AITC 2,6 % av rösterna och 8 mandat.
Inför valet till Lok Sabha 2004 gick North East People's Forum (NEPF) samman med partiet.
Partiets studentförbund hette innan sammanslagningen Trinamool Chhatra Parishad och deras fackliga centralorganisation kallades Indian National Trinamool Trade Union Congress. Vilka namn dessa organisationer fått efter sammanslagningen med NEPF är oklart.

## Resultat i val tillLok Sabha

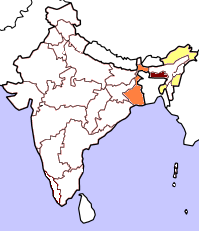
Lok Sabha 2004.

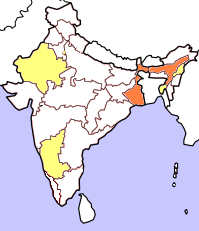
Delstatsval närmast före juni 2004.

| Delstat                | Antal kandidater 2004 | Antal valda 2004 | Antal kandidater 1999 | Antal valda 1999 | Totalt antal mandat från delstaten |
| Andhra Pradesh         | 0                     | 0                | 0                     | 0                | 42                                 |
| Arunachal Pradesh      | 1                     | 0                | 0                     | 0                | 2                                  |
| Assam                  | 0                     | 0                | 0                     | 0                | 14                                 |
| Bihar                  | 0                     | 0                | 0                     | 0                | 40 (2004)/54(1999)                 |
| Chhattisgarh           | 0                     | 0                | -                     | -                | 11 (2004)                          |
| Goa                    | 0                     | 0                | 0                     | 0                | 2                                  |
| Gujarat                | 0                     | 0                | 0                     | 0                | 26                                 |
| Haryana                | 0                     | 0                | 0                     | 0                | 10                                 |
| Himachal Pradesh       | 0                     | 0                | 0                     | 0                | 4                                  |
| Jammu och Kashmir      | 0                     | 0                | 0                     | 0                | 6                                  |
| Jharkhand              | 0                     | 0                | -                     | -                | 14 (2004)                          |
| Karnataka              | 0                     | 0                | 0                     | 0                | 28                                 |
| Kerala                 | 0                     | 0                | 0                     | 0                | 20                                 |
| Madhya Pradesh         | 0                     | 0                | 0                     | 0                | 29 (2004)/40(1999)                 |
| Maharashtra            | 0                     | 0                | 0                     | 0                | 48                                 |
| Manipur                | 1                     | 0                | 0                     | 0                | 2                                  |
| Meghalaya              | 1                     | 1                | 0                     | 0                | 2                                  |
| Mizoram                | 0                     | 0                | 0                     | 0                | 1                                  |
| Nagaland               | 0                     | 0                | 0                     | 0                | 1                                  |
| Orissa                 | 0                     | 0                | 0                     | 0                | 21                                 |
| Punjab                 | 0                     | 0                | 0                     | 0                | 13                                 |
| Rajasthan              | 0                     | 0                | 0                     | 0                | 25                                 |
| Sikkim                 | 0                     | 0                | 0                     | 0                | 1                                  |
| Tamil Nadu             | 0                     | 0                | 0                     | 0                | 39                                 |
| Tripura                | 1                     | 0                | 1                     | 0                | 2                                  |
| Uttar Pradesh          | 0                     | 0                | 0                     | 0                | 80 (2004)/85 (1999)                |
| Uttaranchal            | 0                     | 0                | -                     | -                | 5 (2004)                           |
| Västbengalen           | 29                    | 1                | 28                    | 8                | 42                                 |
| Unionsterritorier:     |                       |                  |                       |                  |                                    |
| Andaman & Nicobar      | 0                     | 0                | 0                     | 0                | 1                                  |
| Chandigarh             | 0                     | 0                | 0                     | 0                | 1                                  |
| Dadra and Nagar Haveli | 0                     | 0                | 0                     | 0                | 1                                  |
| Daman and Diu          | 0                     | 0                | 0                     | 0                | 1                                  |
| Delhi                  | 0                     | 0                | 0                     | 0                | 7                                  |
| Lakshadweep            | 0                     | 0                | 0                     | 0                | 1                                  |
| Pondicherry            | 0                     | 0                | 0                     | 0                | 1                                  |
| Totalt:                | 33                    | 2                | 29                    | 8                | 543                                |